# 武夷路100号
武夷路100号位于中華人民共和國上海市长宁区武夷路100号，法国传教士Thériault Mireille在1886年购得后由花2年时间建成，曾作为比利时驻上海领事馆于1937年卖出后由章华炜买下设为烟草公司，同时作为历史文化名人在1937年以後全面抗日戰爭时期的庇护所，现为一家美容医院。已於2015年被列为上海市优秀历史建筑。